# 27928 Nithintumma
27928 Nithintumma este un asteroid din centura principală de asteroizi.

## Descriere
27928 Nithintumma este un asteroid din centura principală de asteroizi. A fost descoperit pe 5 martie 1997 la Socorro, New Mexico, în cadrul proiectului LINEAR. Asteroidul prezintă o orbită caracterizată de o semiaxă mare de 2,27 ua, o excentricitate de 0,04 și o înclinație de 6,5° în raport cu ecliptica.